# 인민권력당 (싱가포르)
인민권력당(영어: National Solidarity Party)은 싱가포르의 삼민주의 성향의 사회주의 정당이다. 이 정당은 우밍셩(중국어 정체자: 吳明盛)이 이끌고 있다.